# ماریا کوربرا
ماریا کوربرا (اسپانیایی: María Corbera‎؛ زادهٔ ۲۰ نوامبر ۱۹۹۱) قایقران کانو زن اهل اسپانیا است.
وی در مسابقات کشوری و بین‌المللی در مجموع برندهٔ ۳ مدال طلا، ۵ مدال نقره، ۱ مدال برنز شده‌است.